# Maybe I'm Amazed
"Maybe I'm Amazed"는 영국 음악가 폴 매카트니가 작곡한 노래로, 그의 1970년 데뷔 솔로 앨범 McCartney에 처음 실렸다. 매카트니는 이 노래를 아내 린다에게 헌정했다.
오리지널 레코딩은 한번도 싱글로 발표 된 적이 없지만 이후 매카트니가 참여한 밴드 Wings의 라이브 앨범 Wings over America에 실린 이 노래의 라이브 버전이 싱글로 발표되었다. 1977년에 발표된 이 싱글은 미국 차트 10위안에 들었고 영국에선 28위까지 올랐다.
"Maybe I'm Amazed"는 2011년 롤링 스톤 (Rolling Stone) 지의 "역대 가장 위대한 500곡" 목록에서 347위를 차지했다.

## 역사
매카트니는 1969년 비틀즈의 해체 직전에 이 노래를 썼다. 그에 따르면 어려운 시기를 헤쳐나가는데 아내 Linda의 도움이 컸다고 한다. 그의 앨범의 대부분은 런던에 있는 자택에서 제작되었지만 "Maybe I 'm Amazed"는 전체가 Abbey Road의 EMI 2번 스튜디오에서, 또 다른 수록곡 "Every Night"과 같은 날 녹음되었다. 앨범에 쓰인 악기들(기타, 베이스, 피아노, 오르간, 드럼)은 모두 그가 직접 연주했다. 매카트니는 1970년에 이 노래를 싱글로 발표하기를 거절했지만 그럼에도 불구하고 전 세계적으로 라디오를 통해 많이 방송되었다. 또한 매카트니, 아내 린다, 의붓딸 헤더 그리고 딸 메리의 사진으로 구성된 뮤직비디오가 제작되었고,  1970년 4월 19일 영국 ITV 자체 방송코너에서 CBS 텔레비전의 에드 설리반 쇼 에피소드의 일부분으로 처음 방영되었다.
노래의 원래 스튜디오 버전은 풀엔딩이 아닌 페이드 아웃으로 끝났지만, 이후에 매카트니는 라이브 버전에서 들을 수 있는 엔딩을 작곡했다. 최초의 라이브 연주는 1972년 7월 9일 프랑스 샤토발롱 극장에서 열린 그의 밴드 윙스의 공연에서 있었다.

## 반응
매카트니 최고의 러브송으로 여겨지는 이 노래는 2004년 11월 롤링 스톤지가 선정한 역사상 가장 위대한 노래 500곡에서 347위를 차지했으며 이 목록에 포함된 유일한 매카트니의 솔로곡이다. 2009년 말, 라이브 앨범 Good Evening New York City을 홍보하기 위해 런던에서 가진 기자들과의 Q & A에서, 매카트니는 "Maybe I'm Amazed"가 "자신이 미래에 기억되고 싶은 노래"였다고 말했다.
McCartney 앨범 발매 당시의 리뷰에서, 롤링 스톤의 랭던 위너(Langdon Winner)는 "Maybe I'm Amazed"는 "매우 강력한 노래"이며 "외로움의 엄청난 무게는 사랑으로 떨쳐버릴 수 있다는 앨범의 주요한 하위 주제 중 하나"를 확실히 드러낸다고 설명했다. 위너는 이어서 이 트랙을 "매카트니 과거의 최고작들에 필적하는 앨범 유일의 곡이며, 역작들의 뒤를 완벽하게 잇는 노래"라고 묘사했다. Record Collector는 McCartney 앨범의 회고 리뷰에서, 다른 수록곡 "Every Night", "Junk"와 함께 "Maybe I 'm Amazed"가 "힘들이지 않으면서도 멜로디에 대한 매카트니의 천부적인 재능을 잘 보여주는" 노래라고 강조했다. Pitchfork의 조 탱거리(Joe Tangari)는 "Junk", "Singalong Junk"와 더불어 "Maybe I'm Amazed"를 McCartney 앨범의 "정점"이라고 유사하게 평가했다.

## 라이브 버전
1976년 Wings over America 앨범에 실린 이 곡의 라이브 녹음은 1977년 2월 4일 매카트니의 밴드 Wings의 싱글로 발매되었으며 미국 Billboard 팝 차트에서 10위까지, 영국에서 28위까지 올랐다. 이 노래의 다른 버전들은 Back in the U.S.와 Back in the World를 비롯한 매카트니의 다른 여러 라이브 앨범들에서 들을 수 있다. "Maybe I'm Amazed"는 "Band on the Run", "Live and Let Die"와 함께 매카트니 콘서트의 핵심곡이 되었다. 2011년 McCartney 앨범 리이슈에 이 노래의 라이브 버전들이 실렸다.

### 트랙 목록

#### 7"
1. "Maybe I'm Amazed"– 5:11
2. "Soily"– 5:10

#### 12" US Promo, Record Store Day 2013 EP
A면
1. "Maybe I'm Amazed – Short Version (Mono)" – 3:43
2. "Maybe I'm Amazed – Album Version (Mono)" – 5:11

B면
1. "Maybe I'm Amazed – Short Version (Stereo)" – 3:43
2. "Maybe I'm Amazed – Album Version (Stereo)" – 5:11

## 차트 성적
| 차트 (1977)            | 최고 순위 |
| ---------------------- | --------- |
| Canada RPM Top Singles | 9         |
| UK Singles Chart       | 28        |
| US Billboard Hot 100   | 10        |
| US Cash Box Top 100    | 10        |

| 차트 (1977) | 순위 |
| ----------- | ---- |
| Canada      | 96   |
| US Cash Box | 94   |

## 제작 참여자
McCartney 스튜디오 버전
- Paul McCartney – 리드 보컬, 일렉트릭 기타, 베이스 기타, 피아노, 오르간, 드럼
- Linda McCartney – 백킹 보컬

Wings Over America 라이브 버전
- Paul McCartney – 리드 보컬, 피아노
- Linda McCartney – 백킹 보컬, 오르간
- 데니 레인 – 백킹 보컬, 베이스 기타
- 지미 맥컬로크 – 리드 기타
- 조 잉글리시 – 드럼

## 커버
- 2011년 5월 27일, 폴 매카트니 공식 유튜브 채널에서 "Maybe I'm Amazed 커버 경연대회"을 개최했다. 사용자들은 곡 커버 영상을 제출하고 가장 많은 좋아요를 받은 사용자가 우승자가 된다. 2011년 6월 28일, 유튜브 사용자 "Troubleclef"가 컨테스트의 우승자로 선정되었다.[19]
- 조 코커는 앨범 Heart & Soul에서 이 노래를 커버했다.
- 빌리 조엘은 헌정 앨범 The Art of McCartney에서 이 노래를 커버했다.[20]